# پمیلیا
پِمیلیا (نام علمی: Pimelea) معمولا به عنوانِ گل‌برنجی‌ها (به انگلیسی: rice flowers) نام یک سرده از تیره مازریونیان است.